# 718 Erida
Erida (asteróide 718) é um asteróide da cintura principal com um diâmetro de 72,94 quilómetros, a 2,4349729 UA. Possui uma excentricidade de 0,2023433 e um período orbital de 1 948,08 dias (5,34 anos).
Erida tem uma velocidade orbital média de 17,04722458 km/s e uma inclinação de 6,9322º.
Esse asteróide foi descoberto em 29 de Setembro de 1911 por Johann Palisa.